# Guillermo Thornberry
Guillermo Santiago Thornberry Villarán (Lima, 13 de agosto de 1954) es un abogado peruano. Es miembro de la Junta Nacional de Justicia desde el 5 de marzo del 2024, cargo que anteriormente ejerció desde el 1 de enero del 2020 hasta el 27 de febrero del 2024. Fue también presidente del Organismo Supervisor de Inversión Privada en Telecomunicaciones desde el 2007 hasta 2012 y del Organismo Supervisor de la Inversión en Energía y Minería desde 1997 hasta el año 2000, siendo el primer titular nombrado bajo el gobierno de Alberto Fujimori.

## Biografía
Nació el 13 de agosto de 1954. Es hijo de Eduardo Thornberry Lumbreras y María Luisa Villarán García.
Ingresó a la Pontificia Universidad Católica del Perú, en la cual estudió la carrera de Derecho y obtuvo el título de abogado. Realizó un Master of Philosophy en Desarrollo Económico en la Universidad de Cambridge en el Reino Unido. Siguió también cursos especializados en Negociación en Escuela de Derecho Harvard.
Fue director del Instituto de Desarrollo Económico de Escuela de Administración de Negocios para Graduados (ESAN) de 1982 a 1984. Desde el año 1985 hasta 1990 ejerció como subdirector regional del Centro Internacional de Investigaciones para el Desarrollo de Canadá con sede en Bogotá, Colombia. De marzo de 1990 a abril de 1991 fue asesor del Ministerio de Economía bajo la gestión de Carlos Boloña y en 1997 fue nombrado como el primer presidente del Consejo Directivo del Organismo Supervisor de la Inversión en Energía y Minería (OSINERGMIN), ejerciendo el cargo hasta el año 2000 ante la caída del gobierno del presidente Alberto Fujimori.
Desde el 2002 hasta el 2007 fue subjefe nacional del Registro Nacional de Identificación y Estado Civil (RENIEC). En febrero de ese mismo año fue designado como presidente del Consejo Directivo del Organismo Supervisor de Inversión Privada en Telecomunicaciones (OSIPTEL) por el presidente Alan García. Ejerció el cargo hasta febrero del año 2012.
De 2015 a 2017 fue designado como miembro del directorio de PetroPerú S.A. en representación del Ministerio de Energía y Minas.
En enero del 2019 fue elegido como miembro suplente de la Junta Nacional de Justicia. Sin embargo, tras la revisión del puntaje de uno de los titulares y su re-calificación, Thornberry pasó a ser miembro titular del organismo.

## Publicaciones
- Hipoteca y Rescate: algunas reflexiones sobre la deuda externa (1985) con Felipe Ortiz de Zevallos
- Un caso de internacionalización de conflictos regionales: narcotráfico, guerrilla y conservación ecológica en la Amazonia peruana (1990)